# Mirzamys
Mirzamys — рід мишоподібних гризунів родини мишеві (Muridae).

## Морфологія

### Розміри
Довжина голови й тіла між 101 і 120 мм, довжина хвоста між 89 і 124 мм, маса до 30 гр. 

### Зовнішній вигляд
Шерсть довга, м'яка і дуже щільна, загальний колір тіла буро-сірий. Морда загострена, очі порівняно невеликі. Вуха довгі й округлі. Ноги довгі, тонкі й злегка перетинчасті. Підошви ніг містять шість м'ясистих подушечок, всі пальці витягнуті й оснащені довгими гострими кігтями, крім великого пальця, який оснащений сплощеним нігтем. Хвіст завдовжки, більш-менш, як голова і тіло, рівномірно темний з прикінцевою частиною білого кольору. 

## Поширення
Наземні ендеміки Нової Гвінеї.